# Du sollt Gott, deinen Herren, lieben, BWV 77
Du sollt Gott, deinen Herren lieben, BWV 77 (Estimaràs el Senyor, el teu Déu), és una cantata religiosa de Johann Sebastian Bach per al tretzè diumenge després de la Trinitat, estrenada a Leipzig, el 22 d'agost de 1723.

## Origen i context
D'autor desconegut, empra per al cor inicial un versicle de l'evangeli del dia (Lluc 10, 27) que narra la paràbola del bon samarità. La partitura original autògrafa no conté text per al coral final, i s'acostuma a cantar Herr, durch den Glauben wohn in mir (Senyor, resta amb mi per la fe), que és la vuitena estrofa de l'himne O Gottes Sohn, Herr Jesu Christ de David Denicke (1675). És una de les cantates més breus i aparentment sense gaires pretensions, però el cor inicial és un dels exemples més aconseguits pel que fa a la profunditat simbòlica i teològica, característiques de Bach i que el diferenciava clarament dels compositors contemporanis. Per a aquest diumenge es conserven, també, la cantata BWV 33 i la  BWV 164.

## Anàlisi
Obra escrita per a soprano, contralt, tenor, baix i cor; trompeta aguda, dos oboès, corda i baix continu. Consta de sis números.
1. Cor: Du sollt Gott, deinen Herren lieben  (Estimaràs el Senyor, el teu Déu)
2. Recitatiu (baix): So muss es sein! (Que sigui així!)
3. Ària (soprano): Mein Gott, ich liebe dich von Herzen (Déu meu, t’estimo amb tot el cor)
4. Recitatiu (tenor): Gib mir dabei, mein Gott! ein Samariterherz (Dona’m, endemés, Deu meu! un cor samarità)
5. Ària (contralt): Ach, es bleibt in meiner Liebe (Ach, es bleibt in meiner Liebe)
6. Coral: Ach, es bleibt in meiner Liebe (Senyor, resta amb mi per la fe)

Tot l'interès de la cantata rau en el cor inicial basat, principalment, en el tema dels deu manaments amb la melodia, precisament, del coral Dies sind die heiligen Zehn Gebot (Heus aquí els deu manaments), que presenta deu entrades al·legòriques de la trompeta (trompa de tirarsi a la partitura). Un recitatiu de baix, porta a l'ària de soprano, número 3, articulada en dues parts unides pel ritornello a càrrec dels dos oboès i el continu; a destacar la vocalització sobre les paraules Mein ganzes (tota la meva), Herzen (cor), ewig (sempre) i brennen (ablamar). El número 4 és un recitatiu de tenor acompanyat per tota la corda, que dona una forta expressió a la paraula betrüben (compassió); l'ària següent de contralt, número 5, presenta un dispositiu molt poc freqüent, només es troba a la cantata BWV 43, de solista, trompeta i continu. La partitura original autògrafa no conté cap text per al coral final, i la melodia és la de Ach Gott, von Himmel sieh darein que s'acostuma a cantar amb el text indicat de Denicke. És una de les cantates més curtes de Bach amb una durada d'un quart d'hora.

## Discografia seleccionada
- J.S. Bach: Das Kantatenwerk. Sacred Cantatas Vol. 4. Gustav Leonhardt, Knabenchor Hannover (Heinz Henning, director), Collegium Vocale Gent (Philippe Herreweghe, director), Leonhardt-Consort, Detlef Bratschke (soprano del cor), Paul Esswood, Adalbert Kraus, Max van Egmond. (Teldec), 1994.
- J.S. Bach: The complete live recordings from the Bach Cantata Pilgrimage. CD 39: Dreikönigskirche, Frankfurt; 17 de setembre de 2000. John Eliot Gardiner, Monteverdi Choir, English Baroque Soloists, Gilian Keith, Nathalie Stutzman, Christoph Genz, Jonathan Brown. (Soli Deo Gloria), 2013.
- J.S. Bach: Complete Cantatas Vol. 8. Ton Koopman, Amsterdam Baroque Orchestra & Choir, Dorothea Röschmann, Elisabeth von Magnus, Jörg Dürmüller, Klaus Mertens. (Challenge Classics), 2005.
- J.S. Bach: Cantatas Vol. 13. Masaaki Suzuki, Bach Collegium Japan, Yoshie Hida, Kirsten Sollek-Avella, Makoto Sakurada, Peter Kooy. (BIS), 2000.
- J.S. Bach: Church Cantatas Vol. 25. Helmuth Rilling, Gächinger Kantorei, Bach-Collegium Stuttgart, Helen Donath, Helen Watts, Adalbert Kraus, Wolfgang Schöne. (Hänssler), 1999.